# Stevie B
Steven Bernard Hill (* 19. April 1958 in Fort Lauderdale, Florida), Künstlername Stevie B, ist ein US-amerikanischer Sänger, Singer-Songwriter und Musikproduzent kubanischer Herkunft. In den späten 1980er Jahren nahm er neben Johnny O großen Einfluss auf den Latin Freestyle und die Miami Dance Music, wodurch er zu seinem Spitznamen „The King of Freestyle“ kam. Sein internationaler musikalischer Durchbruch gelang ihm 1990 mit dem Lied Because I Love You (The Postman Song).

## Musikalische Karriere
1987 hatte Stevie B mit dem selbstgeschriebenen Lied Party Your Body zuerst einen lokalen Hit, der dann zu einem nationalen Clubhit wurde und 1987 in die US-Dancecharts einstieg. Im Frühjahr 1988 veröffentlichte er sein gleichnamiges Debütalbum, das sich eine halbe Million Mal verkaufte und mit Spring Love und Dreamin’ of Love seine ersten beiden Singlecharts-Hits enthielt. Bereits im Jahr darauf erschien sein zweites Goldalbum In My Eyes mit zwei Songs, dem Titellied und I Wanna Be the One, die es bis in die Top 40 der US-Charts brachten. Seinen größten Erfolg hatte Stevie B 1990 mit dem dritten Album Love & Emotion. Mit dem Titelsong kam er in den USA auf Platz 15 und konnte sich erstmals international platzieren (Deutschland Platz 31).
Sein größter Hit wurde aber gegen Ende desselben Jahres die dritte Singleauskopplung Because I Love You (The Postman Song), die zum Nummer-1-Hit in den USA avancierte und sich weltweit in vielen Ländern in den Top Ten platzieren konnte. Diese Single und das Album brachten ihm zwei weitere Goldene Schallplatten in seiner Heimat ein. Anders als alle seine vorherigen Charterfolge waren diese beiden Hits nicht von ihm selbst, sondern von Warren Allen Brooks geschrieben worden. Für den Autor Warren Allen Brooks war es aber kein Liebeslied, sondern ein spirituelles Lied, in dem es um seine Beziehung zu Gott geht. Das Lied wurde mehrfach gecovert und kam in Deutschland und teilweise in Österreich und der Schweiz noch dreimal in anderen Versionen in die Charts: 1999 von Ray Horton (The Real Milli Vanilli), 2002 von Mark ’Oh mit den Digital Rockers und 2007 von Groove Coverage.
Mit I’ll Be by Your Side konnte noch eine weitere Singleveröffentlichung aus dem Album von dem Erfolg profitieren und erreichte Platz 12, dann ließ aber der Erfolg, auch aufgrund der Veränderungen in der Musiklandschaft, abrupt nach. Schon das nächste Album Healing stieß 1992 auf so wenig Interesse, dass es nicht mehr in die Charts kam. Lediglich der Song Pump That Body war noch ein kleinerer Dance-Hit. Für sein fünftes Album Funky Melody ließ er sich zwei weitere Jahre Zeit. Mit der Doppelsingle Dream About You / Funky Melody hatte er Anfang 1995 seine letzte Chartplatzierung in den USA.
Stevie B schrieb und produzierte den größten Teil seiner Songs selbst, besonders auf den ersten drei Alben. 1989 entdeckte er die philippinische Sängerin Jaya, für die er auch ihren einzigen Hit If You Leave Me Now (USA 1989 Platz 44) schrieb und produzierte.
Bis 2009 veröffentlichte er weiter regelmäßig Alben, bis auf zwei Platzierungen in Deutschland Ende der 1990er Jahre jedoch ohne großen Erfolg. Knapp 25 Jahre, nachdem Spring Love einer seiner ersten Hits gewesen war, erschien Anfang 2013 eine neue Version mit Produzent und Rapper Pitbull, die auch nur in Deutschland in die Charts kam.

## Privatleben
Stevie verdiente vor seiner musikalischen Karriere ab Ende der 1980er Jahre seinen Lebensunterhalt mit einfachen Jobs wie Fast-Food-Verkäufer und Waschstraßenaufsicht. 2011 machte er negative Schlagzeilen, als er wegen ausstehender Unterhaltszahlungen in Höhe von mehreren hunderttausend Dollar im Anschluss an ein Konzert verhaftet wurde. Die Komikerin und Schauspielerin Dulcé Sloan, u. a. bekannt seit 2017 als Korrespondentin der Nachrichtensatire The Daily Show, ist seine Nichte.

## Diskografie

### Studioalben
| Jahr | Titel                     | Höchstplatzierung, Gesamtwochen, AuszeichnungChartplatzierungen (Jahr, Titel, Platzierungen, Wochen, Auszeichnungen, Anmerkungen) | Höchstplatzierung, Gesamtwochen, AuszeichnungChartplatzierungen (Jahr, Titel, Platzierungen, Wochen, Auszeichnungen, Anmerkungen) | Anmerkungen                            |
| Jahr | Titel                     | DE | US | Anmerkungen                            |
| ---- | ------------------------- | --- | --- | -------------------------------------- |
| 1988 | Party Your Body           | — | US78 Gold · (21 Wo.)US | Erstveröffentlichung: 17. Februar 1988 |
| 1988 | In My Eyes                | — | US75 Gold · (46 Wo.)US | Erstveröffentlichung: 1988             |
| 1990 | Love & Emotion            | — | US54 Gold · (43 Wo.)US | Erstveröffentlichung: 14. Juni 1990    |
| 1999 | Freestyle – Then and Now! | DE83 (2 Wo.)DE | — | Erstveröffentlichung: 5. Mai 1999      |
| 2000 | It’s So Good              | DE99 (1 Wo.)DE | — | Erstveröffentlichung: 29. April 2000   |

Weitere Studioalben
- 1992: Healing
- 1994: Funky Melody
- 1996: Waiting for Your Love
- 1998: Right Here, Right Now!
- 1998: Summer Nights
- 2006: This Time...
- 2009: The Terminator
- 2014: The King of Hearts
- 2017: Never Gonna Let You Go

### Kompilationen
- 1991: Best of Stevie B
- 1992: Best of Stevie B (andere Tracklist)
- 1993: The Best of Stevie B (Brazil Edition)
- 1996: The Best of Stevie B Vol. 2 (Brazil Edition)
- 1996: Finally
- 1997: Hit Collection
- 1998: Best of Stevie B (Wiederveröffentlichung)
- 2001: The Greatest Hits
- 2004: The Greatest Hits Volume 2
- 2005: The World of Stevie B
- 2008: Greatest Freestyle Ballads
- 2008: Karaokee Richi Night (Chili Album)
- 2009: B-Sides and Outtakes

### Singles
| Jahr | Titel Album                                          | Höchstplatzierung, Gesamtwochen, AuszeichnungChartplatzierungen (Jahr, Titel, Album, Platzierungen, Wochen, Auszeichnungen, Anmerkungen) | Höchstplatzierung, Gesamtwochen, AuszeichnungChartplatzierungen (Jahr, Titel, Album, Platzierungen, Wochen, Auszeichnungen, Anmerkungen) | Höchstplatzierung, Gesamtwochen, AuszeichnungChartplatzierungen (Jahr, Titel, Album, Platzierungen, Wochen, Auszeichnungen, Anmerkungen) | Höchstplatzierung, Gesamtwochen, AuszeichnungChartplatzierungen (Jahr, Titel, Album, Platzierungen, Wochen, Auszeichnungen, Anmerkungen) | Anmerkungen                                      |
| Jahr | Titel Album                                          | DE | CH | UK | US | Anmerkungen                                      |
| ---- | ---------------------------------------------------- | --- | --- | --- | --- | ------------------------------------------------ |
| 1988 | Dreamin’ of Love Party Your Body                     | — | — | — | US80 (10 Wo.)US | Erstveröffentlichung: April 1988                 |
| 1988 | Spring Love (Come Back to Me) Party Your Body        | — | — | — | US43 (18 Wo.)US | Erstveröffentlichung: Juni 1988                  |
| 1989 | I Wanna Be the One In My Eyes                        | — | — | — | US32 (20 Wo.)US | Erstveröffentlichung: Februar 1989               |
| 1989 | In My Eyes                                           | — | — | — | US37 (17 Wo.)US | Erstveröffentlichung: Mai 1989                   |
| 1989 | Girl I Am Searching for You In My Eyes               | — | — | — | US56 (15 Wo.)US | Erstveröffentlichung: Oktober 1989               |
| 1990 | Love Me for Life Love & Emotion                      | — | — | — | US29 (14 Wo.)US | Erstveröffentlichung: Januar 1990                |
| 1990 | The Stevie B. Megamix –                              | DE17 (24 Wo.)DE | — | — | — | Erstveröffentlichung: Februar 1990               |
| 1990 | Love & Emotion                                       | DE31 (9 Wo.)DE | — | — | US15 (15 Wo.)US | Erstveröffentlichung: Juni 1990                  |
| 1990 | Because I Love You (The Postman Song) Love & Emotion | DE9 (25 Wo.)DE | CH22 (7 Wo.)CH | UK6 (9 Wo.)UK | US1 Gold · (23 Wo.)US | Erstveröffentlichung: 1. September 1990          |
| 1991 | I’ll Be By Your Side Love & Emotion                  | — | — | — | US12 (15 Wo.)US | Erstveröffentlichung: Januar 1991                |
| 1991 | Forever More Love & Emotion                          | — | — | — | US96 (4 Wo.)US | Erstveröffentlichung: Oktober 1991               |
| 1995 | Dream About You / Funky Melody Funky Melody          | — | — | — | US29 (23 Wo.)US | Erstveröffentlichung: Januar 1995                |
| 2013 | Spring Love 2013 –                                   | DE87 (1 Wo.)DE | — | — | — | Erstveröffentlichung: Februar 2013 feat. Pitbull |

## Auszeichnungen für Musikverkäufe
| Goldene Schallplatte - Australien - 1991: für die Single Because I Love You (The Postman Song) | Platin-Schallplatte - Japan - 1991: für die Single Because I Love You (The Postman Song) - 1991: für das Album Best of Stevie B |

Anmerkung: Auszeichnungen in Ländern aus den Charttabellen bzw. Chartboxen sind in ebendiesen zu finden.
| Land/RegionAuszeichnungen für Musikverkäufe (Land/Region, Auszeichnungen, Verkäufe, Quellen) | Gold     | Platin     | Verkäufe  | Quellen     |
| -------------------------------------------------------------------------------------------- | -------- | ---------- | --------- | ----------- |
| Australien (ARIA)                                                                            | Gold1    | —          | 35.000    | aria.com.au |
| Japan (RIAJ)                                                                                 | —        | 2× Platin2 | 300.000   | riaj.or.jp  |
| Vereinigte Staaten (RIAA)                                                                    | 4× Gold4 | —          | 2.000.000 | riaa.com    |
| Insgesamt                                                                                    | 5× Gold5 | 2× Platin2 |           |             |